# نیروگاه هسته‌ای توکای
نیروگاه هسته‌ای توکای (به لاتین: Tōkai Nuclear Power Plant) یک نیروگاه هسته‌ای در ژاپن است که در توکای، ایباراکی واقع شده‌است.